# إغناثيو كويرينو
إغناثيو كويرينو (بالإسبانية: Ignacio Quirino)‏ هو لاعب كرة قدم أوروغواياني في مركز الهجوم، ولد في 2 يوليو 1986 في مونتيفيديو في الأوروغواي. لعب مع سنترال إسبانيول.

## وصلات خارجية
- إغناثيو كويرينو على موقع قاعدة بيانات كرة القدم.إي يو (الإنجليزية)
- إغناثيو كويرينو على موقع Soccerway.com (الإنجليزية)